# 雙重承認
雙重承認（英語：Dual recognition）是一種特殊的外交政策，在面對兩個相互排他、甚至具有敵意的国家或政治實體時，由第三國對這兩個国家同時給予外交承认（Recognition），事實上承認這兩國皆是主權國家，以同步和兩方發展外交關係，但法理上仍然不抵觸這兩個國家各自的主權主張。這個情形通常出現在這兩個國家彼此存在主權爭議的狀況下，尤其是處於分裂狀態的國家，但為了拓展國際空間，這兩個爭議國家必須能接受放棄彼此「排他性的承認」，在一定程度下默許其他國家與對方進行交往。在形成外交慣例、以及減低雙方敵意後，其他國家就可以用正常的外交方式與這兩國交往，走向外交關係正常化。
在歷史上，曾有多個處於分裂狀態的國家實行過雙重承認，尤其是冷戰期間東西兩大陣營對壘所造成的國家分裂，包括東德與西德、南越與北越、以及維持至今的南韓與北韓等。而在華語圈，此主張常見於臺灣政界，尤其在外交及兩岸關係領域。兩岸政府過去皆強烈反對國際社會提出的雙重承認方案，直到1990年代後中華民國政府開始願意接受雙重承認，中華人民共和國政府則持續堅持自身的「一個中國」主張而予以反對，且不允許中華民國或臺灣方面在任何國際場合製造「兩個中國」或「一中一台」的思想，因此兩岸政權真正的雙重承認尚未實現。

## 兩德關係
在第二次世界大战後，1949年5月23日，德意志聯邦共和國成立，簡稱西德。同年10月7號，德意志民主共和國成立，簡稱東德。雙邊皆互不承認主權，並堅持己方才能真正代表德國，如西德採行的哈尔斯坦主义，東德與其他東歐國家形成東方集團。1955年西德加入北約，東德加入华沙条约组织，雙方關係因冷戰變得緊張。
1969年西德總理维利·勃兰特提出东方政策，開始與東歐國家進行正常交往，立場轉變為「一個民族、兩個政權」，兩德並於1972年簽訂《两德基础条约》，強調雙方在平等權利基礎上發展正常關係，雙方各自為主權國家，在國際事務上不能互為代表。1973年，兩德以「平行代表權」的方式同時加入联合国。兩國間以正常國家方式往來，直至1991年兩德統一為止。

## 兩越關係
在第二次世界大戰結束的同時，1945年由胡志明領導的八月革命，建立越南民主共和国，宣告脫離法國。1946年開始與法國進行第一次印度支那戰爭。在1948年，由法國支持的越南臨時中央政府成立，即南越。1949年改組為越南国。1954年，法國在奠邊府戰役失敗後退出越南，經由日內瓦會議和談後，北越與南越同意以北緯17度分開領土，形成兩個中立國。南越於1955年改組為越南共和国，獲得美國、中華民國、泰國、南韓等國家的支持，同年，北越派軍隊南下，進行統一戰爭，越戰爆發。1975年，簽定巴黎和平協約，保證北越與南越的領土分離為兩個國家，之後以和平方式統一。美國撤離越南後，北越攻占南越首都西贡，1976年完成越南统一。1977年，越南加入联合国。
北越與南越在日內瓦會議與巴黎和平協約中，皆形成雙重承認。但維持時間不久。

## 兩韓關係
第二次世界大戰結束後，在美國以及盟軍支持下，1948年8月15日在朝鮮半島南部，大韓民國建立，簡稱南韓。而由蘇聯民政廳控制的半島北部於同年9月9日建立朝鮮民主主義人民共和國，簡稱北韓。1950年，北韓軍隊跨越三十八度線向南進攻，爆發韓戰。北韓獲得蘇聯與中華人民共和國支持，在美國與聯合國部隊支持下，南韓免於亡國。雙方最终于1953年7月27日在板门店签署《朝鲜停战协定》，達成停戰。朝鲜半岛一分為二，北方的朝鲜民主主义人民共和国（北韓）與南方的大韩民国（南韓）皆宣稱己方擁有整個半島的主權，並體現於各自的宪法之中，雙方進行相互抵制。
1970年代初期，隨著冷戰緩和，南韓方面首先聲明不反對與北韓同時參與國際組織和進入联合国，等於是承認「一個民族、一個國家、兩個政府」的說法。1990年，大韩民国與蘇聯建交，而蘇聯與朝鲜民主主义人民共和国原有邦交，形成雙重承認。1991年，朝鲜民主主义人民共和国與大韩民国同時加入聯合國。此後，包括中华人民共和国、英国及马来西亚等國皆採取同時承認兩韓的雙重承認策略。

## 兩岸關係
第二次世界大戰結束後，中國緊接著發生第二次國共內戰，形成中華民國與中華人民共和國相隔臺灣海峽分別統治臺灣與中国大陆的政治格局。面對兩岸政治現狀，若通過雙重承認，國際上的第三國可以同時間分別與這兩個國家建立外交關係。這個外交策略參考了兩德模式與兩韓模式，主要希望用於解決因為「一個中國」主張帶來的中國代表權問題，造成中華民國與中華人民共和國拒絕讓對方無法同時參與國際社會的爭議。
雙重承認方案分為：
1. 雙重代表權方案：同時承認中華民國與中華人民共和國擁有中國代表權，形成「兩個中國」。
2. 一中一台方案：僅承認中華人民共和國代表中國，台灣則透過台獨、華獨等方式，與中國徹底分離成爲獨立的主權國家。

國際社會在1960年代即於聯合國試圖推動兩岸雙重承認方案，同時接受兩國的會員國資格，卻長期被中華民國與中華人民共和國雙重拒絕，於1966年第二十一屆聯合國大會上，義大利等國提案聯合國設立特殊委員會研議基於政治分治現實的雙重代表權承認方案，然而遭到中華民國的強烈反對，導致該案即便多年得到美國等西方國家的公開支持，依然在兩個「中國」政權動員下連年被壓倒性否決。
中華民國在1990年代李登輝政府上台後，採取「務實外交」等不再堅持中國代表權的政策，願意追求雙重承認。相對的，中華人民共和國在挾著在國際社會較大的話語權，要求世界各國遵守其要求的「一中原則」，持續反對雙重承認，因此目前中華民國與中華人民共和國的雙重承認在國際上尚未形成穩定外交慣例。

### 中華民國方面
1949中华人民共和国成立、中華民國政府退據至臺灣，國共雙方皆長期主張自己是中國的唯一合法代表，彼此不承認對方的合法性。政府遷臺初期仍獲得以自由世界國家為主的外交承認。在1960年代，西方國家曾對海峽雙方提出雙重承認，但遭到雙方同時反對而失敗。
1950年代，英国、法国等大國陸續承認中華人民共和國，蔣中正政府對承認並與北京建交的國家主動進行斷交。到了1960年代，國際情勢出現變化，越來越多國家與北京建交，加之中苏关系惡化導致中美关系發生質變，義大利與美国自1960年代中期，即公開推動兩岸雙方同時參與國際社會的「雙重代表權」方案，此方案未獲中華人民共和國同意，且遭到蔣介石中國國民黨政府的嚴厲批評與反對，稱雙重承認為「通匪」行為，堅持「漢賊不兩立」而拒絕美方的提議。縱然台北方面在1971年向各國低調表示願意接受「雙重代表權」方案，然而由於支持北京方面加入聯合國的國家日益漸增，中華民國持有的聯合國「中國」席位最終於同年的聯合國大會決議由中華人民共和國取代。此後，中華民國被迫全面退出聯合國相關的國際組織，大部分邦交國則陸續斷交、並轉向與北京建交，最重要的盟邦美國也在1979年轉向承認北京，導致中華民國面臨外交孤立。北京方面要求建交國家必須與中華民國斷交之外，還得在外交文書上對「一個中國」原則表態。
在蔣經國執政末期，學者魏鏞於1975年至美國胡佛研究所擔任研究員時，提出可推動多體系國家與雙重承認，作為中國統一的方案。1988年1月，蔣經國過世。在二月政爭之後，李登輝接任中華民國總統。時任研考會主委的魏鏞於當年3月，首度提出可仿效東德與西德進行雙重承認的外交方案，以作為中國統一前的過渡手段。
1990年，南韓成功與蘇聯建交，達成與北韓的雙重承認，並於1991年，南韓與北韓同時加入聯合國。受此外交突破影響，行政院新聞局於1991年在美國《紐約時報》刊登廣告，向國際社會宣告台灣願意接受雙重承認。立法院也開始出現雙重承認與重返聯合國的呼聲。首位推動雙重承認與重返聯合國的立委為集思會的黃主文。在集思會之後，民進黨立院黨團也開始推動雙重承認。當時曾受到外交部長章孝嚴的反對，認為不可能成功。
伴隨第三波民主化浪潮席捲全球，過去堅定反共的剩餘盟邦如南韓、南非皆外交轉向，與中華人民共和國建交。時任中華民國總統李登輝推動「務實外交」的路線，中華民國政府首度正式表態希望兩岸雙方互不否認對方為政治實體，進行良性互動，並且不再排斥雙重承認方案。然而北京認為雙重承認將會影響其對台主權的聲張，因此以反對台獨為由，要求國際社會進行扺制。
此後北京政權拒絕任何有關「一中一台」、「一国两府」、「两个中国」的主張，臺北當局則在歷經幾次政黨輪替後，對雙重承認的立場愈發開放。在陳水扁總統任期內，曾經短暫推動過雙重承認。在馬英九總統執政時期推動的活路外交，重點在於改善與中華人民共和國間的關係。為避免違反中華人民共和國的一個中國原則，總統馬英九與外交部長林永樂皆明確拒絕接受雙重承認，除非中華人民共和國願意接受。
在蔡英文總統執政期間，在與宏都拉斯斷交後，外交部次長俞大㵢於2023年接受阿根廷媒體專訪，提出台灣不排斥與任何國家交往，被認為是宣告願意接受雙重承認。外交部長吳釗燮在稍後在立法院質詢時，同樣提出不排除與任何願意與台灣發展外交關係的國家進行交往，同樣被媒體解讀為推動雙重承認，引起國民黨主席朱立倫的反對。

### 雙重承認的國家定位問題
魏鏞在1988年提出的方案，認為中華民國與中華人民共和國只是中國之下的兩個政治實體，可以在不觸及國家定位的前提下，達成雙重承認。這個主張為《國統綱領》提出的一個中國，兩個政治實體。這個方案援引兩德模式中的《两德基础条约》，希望中華民國與中華人民共和國先相互承認對方為擁有主權的平等國家，但基於同一民族的情感，由中華民國與中華人民共和國分享中國代表權，先形成兩個中國，再走向中國統一。
1993年，透過中華民國邦交國，在聯合國大會中提案，希望成立特別研究委員會，重新檢討、撤銷或修改1971年所通過的2758號決議。並援引兩德與兩韓模式，要求以「分裂國家平行代表權」的模式，用「中華民國」或「中華民國在台灣」的名稱重新參與聯合國。但提案遭到中華人民共和國封殺。
同年，民進黨立院黨團，由立委林濁水主筆，提出釋憲案，要求大法官會議解釋中華民國憲法中的固有疆域意義。民進黨主張，雙重承認只有在承認兩岸為兩個對等國家之下才能成立。這個主張即一中一台或一邊一國。

### 中華人民共和國方面
中華人民共和國於1949年成立後，首任外交部長周恩來於1950年通告聯合國，中華人民共和國為全中國人民的代表，為中國唯一合法政府。中華民國與蔣介石不具備任何統治中國的法律權利，要求聯合國立即驅逐中華民國代表。在1971年聯合國大會第2758號決議後，中華人民共和國正式建立一個中國原則，要求國際社會承認中華人民共和國為中國唯一合法代表。
中華人民共和國認為中華民國已經消滅，現存中華民國只是殘留地方勢力，並非國家。2005年通過《反分裂國家法》，反對任何將台灣從中華人民共和國分割出去的行為，視為犯罪。外交承認中華民國或台灣具有國家地位，為兩個中國與一中一台的台獨行為，中華人民共和國一律反對。

### 與雙重承認相關的外交突破
在中華民國方面推動下，曾經有四國短暫達成雙重承認。但未獲中華人民共和國方面支持，雙重承認維持的時間皆很短暫。另一個問題是，尚未有國際大國願意進行雙重承認。因此在外交上尚未有具體突破。

#### 格瑞那達
在李登輝總統執政時代，1989年7月20日，格瑞納達和中華民國建交，中華民國外交部提出雙重承認選項，不要求格瑞那達與中華人民共和國斷交，希望獲得中華人民共和國善意回應。在短暫維持雙重承認後，中華人民共和國主動與格瑞那達斷交。
2005年，格瑞那達與中華人民共和國重新建交，與中華民國斷交。

#### 萬那杜
在李登輝總統任內，1992年9月24日，中華民國與萬那杜簽署《相互承認聯合公報》，萬那杜仍然保持與中華人民共和國邦交，形成實質的雙重承認。
在陳水扁總總任內，2004年11月3日，萬那杜總理渥荷訪問中華民國，與外交部長陳唐山簽署建交公報，正式與中華民國建交。但在中華人民共和國影響下，萬那杜國會在一個月後撤銷與中華民國建交公報，同時罷免總理渥荷。正式的雙重承認只維持一個月。

#### 巴布亞紐幾內亞
在李登輝總統任內，1995年5月22日，中華民國與巴布亞紐幾內亞簽署《相互承認聯合公報》，相互進行外交承認，改善雙方關係。巴布亞紐幾內亞仍然保持與中華人民共和國邦交。達成實質雙重承認。
1999年7月5日，巴布亞紐幾內亞與中華民國正式建交。但在7月21日，巴布亞紐幾內亞新任總理以程序不合為由，直接推翻與中華民國的建交公報，不承認曾經建交，達成正式雙重承認只有17天。

#### 斐濟
在李登輝總統任內，1996年10月4日，中華民國與斐濟簽定《相互承認聯合公報》，形成實質雙重承認。斐濟仍然保持與中華人民共和國的邦交，與中華民國也未正式建交，尚未達成正式雙重承認，但這是目前維持最久的雙重承認國家。